# ريتشارد سيرا
ريتشارد سيرا (بالإنجليزية: Richard Serra)‏ (2 نوفمبر 1938 - 26 مارس 2024) هو نحات، ورسام أمريكي، ولد في سان فرانسيسكو، شارك في دوكومنتا 5 ‏، ودوكومنتا 7 ‏، ودوكومنتا 8 ‏، وهو عضوٌ في الأكاديمية الأمريكية للفنون والآداب، والأكاديمية الملكية للفنون، والأكاديمية الأمريكية للفنون والعلوم، والأكاديمية الأوروبية للعلوم والآداب، وأكاديمية سان لوقا.

## التعليم
تعلم في جامعة ييل، وكلية الفنون في جامعة ييل ‏، وجامعة كاليفورنيا، سانتا باربرا.

## جوائز
حصل على جوائز منها:
- جائزة أميرة أشتوريس للفنون  [لغات أخرى]‏ (2010)
- الخاتم القيصري لغوسلار [الإنجليزية]‏ (1981)
- قائد الفنون والآداب
- زمالة غوغنهايم
- وسام الاستحقاق للفنون والعلوم
- جائزة بريميم إمبريال  [لغات أخرى]‏.

## من أقواله
- "... لذلك أعتقد أن العمل الفني يحتوي على بنك من الذكريات الداخلية غير المرتبة خطيًا والذي يجعلك ترى الواقع بطريقة مختلفة... واستحضار شيئا مفقودا لم تكن تعرف كيفية التعبير عنه.[21]

## وصلات خارجية
- ريتشارد سيرا على موقع IMDb (الإنجليزية)
- ريتشارد سيرا على موقع الموسوعة البريطانية (الإنجليزية)
- ريتشارد سيرا على موقع مونزينجر (الألمانية)
- ريتشارد سيرا على موقع ألو سيني (الفرنسية)
- ريتشارد سيرا على موقع أول موفي (الإنجليزية)
- ريتشارد سيرا على موقع ديسكوغز (الإنجليزية)
- ريتشارد سيرا على موقع قاعدة بيانات الفيلم (الإنجليزية)
- ريتشارد سيرا على موقع كينوبويسك (الروسية)